# اغتيال بنيامين كاهانا
اغتيال بنيامين كاهانا هو هجوم نفذه مسلحون فلسطينيون من كتائب المقاومة الوطنية وعلى رأسهم القيادي في الجبهة الديمقراطية لتحرير فلسطين مصطفى المسلماني. وقع الهجوم في 31 ديسيمبر 2000 قرب مستوطنة يتسهار القريبة من مدينة نابلس حين تعرضت السيارة التي يستقلها بنيامين كاهانا وزوجته وهما عائدين من مستوطنة تفوح القريبة من مدينة نابلس إلى إطلاق نار كثيف من قبل مسلحي كتائب الأقصى وكتائب المقاومة الوطنية مما أدى إلى مقتل بنيامين كاهانا وزوجته.

## الخلفية
المستوطن بنيامين كاهانا هو ابن مؤسس حركة كاخ العنصرية الإسرائيلية «مائير كاهانا» الذي قتل في الولايات المتحدة الأمريكية على يد مواطن أمريكي من أصل مصري، بنيامين كاهانا يقول «الأقصى كومة حجارة ويجب أن تزال» وكان شعاره طرد العرب من فلسطين وكان يخطط لتنفيذ هجمات إرهابية ضد أهداف فلسطينية في الضفة الغربية.